# Женщина в бегах (фильм Нормана Фостера)
«Женщина в бегах» (англ. Woman on the Run) — фильм нуар режиссёра Нормана Фостера, вышедший на экраны в 1950 году.
В основу сценария фильма был положен рассказ Сильвии Тэйт «Мужчина в бегах» (1948). Как пишет кинокритик Майкл Эксмейкер, «название фильма слегка вводит в заблуждение», так как его следовало бы назвать не «женщина в бегах», а скорее «детектив-любитель на улицах Сан-Франциско». Как и в фильмах нуар «Леди-призрак» (1944), «Чёрный ангел» (1946), «Крайний срок — на рассвете» (1946), «Соблазнённый» (1947), а позднее — «Скорей бы воскресенье!» (1983) Франсуа Трюффо, расследование в этой картине ведёт обычная женщина, не имеющая отношения к детективной работе.
История такова. Став случайным свидетелем убийства, художник Фрэнк Джонсон подаётся в бега, опасаясь преследования со стороны гангстеров. Розыски Фрэнка ведут независимо друг от друга как полиция во главе с инспектором Фэррисом (Роберт Кит), так и жена беглеца Элеонора (Энн Шеридан) вместе с репортёром Дэнни Леггеттом (Деннис О’Киф), который оказывается киллером, собирающимся убить Фрэнка.
Многие сцены фильма были сняты на натуре в Сан-Франциско, а сцена на американских горках — в парке развлечений «Пасифик» в Санта-Монике, однако первая сцена, в которой убивают свидетеля, была снята в Лос-Анджелесе.

## Сюжет
Однажды поздно вечером в одном из тихих районов Сан-Франциско прогуливающийся со своей собакой художник Фрэнк Джонсон (Росс Эллиотт) замечает резко затормозивший автомобиль. В салоне автомобиля один из мужчин, называя второго Дэнни-бой (его показывают только со спины), шантажирует его, требуя 15 тысяч долларов за молчание. Неожиданно Дэнни-бой двумя выстрелами убивает в своего собеседника и выбрасывает его тело из машины. Эту сцену видит Фрэнк. В свою очередь Дэнни-бой, заметив тень Фрэнка на стене, дважды стреляет в его направлении, однако промахивается. На шум выстрелов к окнам квартир подходят местные жители, и Дэнни-бой вынужден скрыться на машине, оставив свидетеля в живых.
Вскоре на место преступления пребывает полиция во главе с инспектором Фэррисом (Роберт Кит). Выясняется, что убитым был ключевой свидетель по делу о разоблачении крупного мафиозного босса, который на следующей неделе должен был выступать в суде. Фрэнк сообщает полиции, что хорошо рассмотрел и запомнил лицо убийцы, и сможет его опознать. Фэррис говорит Фрэнку, что теперь тот будет важным свидетелем в суде, а до тех пор будет находиться под защитой полиции от возможного покушения со стороны гангстеров. Эти слова пугают Фрэнка, и, улучив момент, он сбегает от приставленной к нему охраны.
Обнаружив исчезновение Фрэнка, Фэррис требует немедленно разыскать его. Тем временем привозят Элеонору Джонсон (Энн Шеридан), жену Фрэнка, которая иронично замечает, что «Фрэнк, как всегда, сбежал». Она говорит, что прожила в браке с Фрэнком четыре года, но сейчас её отношения с мужем находятся на грани развода. Вернувшись в свою квартиру, она сообщает Фэррису, что родственников у Фрэнка нет, и она ничего не знает ни о его друзьях, ни о его работе, кроме того, что Фрэнк является художником, который много путешествовал и написал массу картин, однако, отказывается их продавать, считая недостаточно совершенными. Выяснив, что у Элеоноры нет ни одной фотографии мужа, Фэррис сообщает ей, что киллер не знает Фрэнка в лицо, так как стрелял, ориентируясь только на его тень. Услышав о выстрелах, Элеонора по-настоящему пугается за Фрэнка. Фэррис предупреждает, что о выстрелах знают только трое — киллер, он сам и теперь Элеонора — и детектив просит о выстрелах никому не говорить. Затем он пытается убедить Элеонору помочь полиции как можно скорее найти Фрэнка и взять его под защиту полиции, так как если мафия найдёт его раньше, она расправится с ним. В момент их разговора Фрэнк звонит домой. Несмотря на инструкции полиции, Элеонора говорит Фрэнку, чтобы тот немедленно прекратил разговор, так как полиция пытается отследить звонок, и тут же вешает трубку.
После ухода Фэрриса, Элеонора, тронутая звонком Фрэнка, решает самостоятельно разыскать мужа, почувствовав, что это может спасти их брак. Так как дом оцеплен полицией, Элеонора поднимается в мастерскую Фрэнка на мансарде здания, и через окно пытается выбираться на крышу, сталкиваясь с поджидающим её репортёром одного из таблоидов Дэном Леггеттом (Деннис О’Киф), который просит её об интервью. Он помогает женщине подняться на крышу, а затем перейти по доске на крышу соседнего дома, после чего Элеонора убирает доску, отрезая Леггетту путь следования за ней.
Элеонора заходит в китайский ресторан, где она часто бывала с мужем, и откуда, судя по музыке в телефоне, мог звонить Фрэнк. Вскоре там появляется и Леггетт, который продолжает слежку. Зная, что она находится в затруднительном финансовом положении, журналист предлагает Элеоноре 1000 долларов, если она поможет найти Фрэнка и получить от него эксклюзивный рассказ об убийстве. Знакомый официант из ресторана передаёт Элеоноре меню, написав на обороте адрес универмага «Харт энд Уинстон», куда Фрэнк направил для неё письмо на имя Мейбуса, работающего там оформителем витрин. Незаметно прочитав это сообщение, Элеонора тут же уходит из ресторана. После её ухода Леггетт находит меню и читает, что на нём написано.
Когда Элеонора возвращается домой, её встречает обеспокоенный инспектор Фэррис. Он сообщает, что ему стало известно, что у Фрэнка серьёзные проблемы с сердцем, и без приёма определённых таблеток у него может в любой момент случиться инфаркт. Фэррис уже дал распоряжение во все близлежащие аптеки немедленно сообщать в полицию обо всех, кто обратится за этими таблетками, а также приставил к Элеоноре постоянную слежку.
На следующее утро Элеонора приходит на приём к доктору Холеру (Стивен Герей), который говорит ей, что в целом Фрэнк практически здоров, однако, возможно, под влиянием переутомления, стрессов на работе и семейных неурядиц его слабому сердцу требуются лекарства, без которых оно может не выдержать. Получив от врача необходимые лекарства, Элеонора направляется в универмаг «Харт энд Уинстон» к оформителю витрин Мейбусу. Ожидая утреннюю почту, Мейбус (Джон Куолен) рассказывает Элеоноре, что её муж работает в универмаге художником, и его работу очень ценит руководство. Пожилой оформитель говорит, что многим обязан Фрэнку, который рассказывал ему много интересного о своих путешествиях, а также спас его от увольнения, защитив перед начальством.
Так и не дождавшись письма, Элеонора выходит на улицу, где поджидавший у входа Леггетт помогает ей оторваться от полицейской слежки. Они садятся на такси, где выясняется, что Леггетт за взятку заполучил письмо Фрэнка на почте, надеясь первым выяснить его местонахождение. Среди прочего Фрэнк просит в письме принести ему таблетки, без которых, как поясняет Элеонора, он может умереть. Однако письмо составлено таким образом, что никто кроме Элеоноры, не может догадаться о назначенном Фрэнком месте встречи, обозначив его как место, «где я впервые тебя потерял». В ресторане, где они останавливаются позавтракать, Леггетт продолжает уговаривать Элеонору искать Фрэнка вместе, по ходу сообщая Элеоноре, что близкие люди называют его Дэнни-бой.
Для начала Элеонора вместе с Леггеттом объезжает несколько городских достопримечательностей, где у неё с Фрэнком случались размолвки и ссоры, рассказывая о связанных с этими местами совместных событиях. В частности, при посещении Музея изобразительных искусств Элеонора рассказывает репортёру, что Фрэнк однажды выиграл художественный конкурс, организованный музеем, однако отказался от приза в 500 долларов и забрал свои работы, посчитав их не достаточно хорошими. Затем Элеонора вместе с Леггеттом вновь заходит в китайский ресторан, где вчера вечером был Фрэнк. Одна из юных танцовщиц рассказывает репортёру, что прошлой ночью когда Фрэнк заходил в ресторан, он оставил ей карандашный портрет человека, очень похожего на вас. Лиггетт просит продать ему этот портрет, однако девушка отказывается, решив, что стоит передать его полиции. Затем Элеонора и Леггетт идут в бар напротив, где часто бывал Фрэнк. Под предлогом звонка в свою газету Леггетт оставляет Элеонору, а сам возвращается в китайский ресторан. Увидев в баре один из последних морских пейзажей Фрэнка, Элеонора рассказывает бармену, как счастливы они были вместе четыре года назад, и что в этой картине Фрэнк отразил один из таких счастливый дней их жизни. Тем временем Леггетт возвращается в бар, заходит в телефонную будку и рвёт там свой карандашный портрет. Когда он возвращается к Элеоноре, она сообщает, что теперь поняла, что Фрэнк по-прежнему любит её. Перед их уходом бармен говорит, что вчера Фрэнк интересовался у него, где можно купить морскую форму. Выйдя из бара, Лиггетт держит Элеонору под руку, не давая ей повернуться и увидеть, что около китайского ресторана толпа окружила разбившуюся насмерть девушку, которая только что упала с балкона.
После долгих поисков Элеонора и Лиггетт находят магазин, в котором Фрэнк купил бушлат и капитанскую фуражку, отдав взамен своё пальто. Решив, что Фрэнк решил покинуть город, завербовавшись на корабль, Элеонора и Лиггетт направляются в торговый порт. Ничего не обнаружив, Элеонора решает отправиться домой, чтобы выгулять и накормить собаку. Дома Элеонору встречает инспектор Фэррис, который просит дать ему письмо, которое перехватил Леггетт. Прочитав его, он заключает, что Фрэнк по-прежнему влюблён в Элеонору, та в свою очередь признаёт, что их отношения во многом расстроились по её вине, так как, возможно, она была плохой женой. Элеонора просит разрешить ей поговорить с Фрэнком наедине и передать ему лекарства, а уже потом задерживать, однако Фэррис заявляет, что он сочувствует ей и понимает её, но его долг как полицейского — при первой возможности задержать Фрэнка. Отправившись кормить собаку, Элеонора добавляет в корм острый соус, а затем говорит, что животному плохо и его срочно нужно доставить в ветеринарную клинику, где сбегает от Фэрриса через служебный вход.
Встретившись с Леггеттом в условленном месте, Элеонора решает ещё раз съездить в универмаг, чтобы понять, почему Фрэнк послал письмо именно туда. Глядя на витрину универмага, она вдруг вспоминает, что однажды в начале их романа они ездили на пляж в Кармел, где Фрэнк вылепил из песка её скульптуру в образе русалки, а когда волна смыла её, он сказал: «ну вот, я потерял тебя». В этот момент около пары появляется помощник Фэрриса, который передаёт просьбу инспектора немедленно приехать. Полицейская машина доставляет их в офис коронера на опознание тела, недавно найденного в порту. Элеонора подтверждает, что это труп её мужа. Однако уже в такси по дороге в Кармел Элеонора признаётся Леггетту, что соврала полиции в надежде таким образом избавить Фрэнка от преследования как полиции, так и мафии. Вскоре Фэррису докладывают, что Элеонора сказала на опознании неправду, так как по отпечаткам пальцев была установлена личность убитого, моряка одного из недавно прибывших в город кораблей. Фэррис приказывает немедленно установить, куда поехала Элеонора, и отправить туда несколько машин полиции.
Элеонора и Леггетт прибывают в парк развлечений Кармела, в то же самое время полиция по номеру такси устанавливает их маршрут. Пока Элеонора и Леггетт находят пляж с песчаными скульптурами Фрэнка, а затем Леггетт уводит её, чтобы показать место для интервью, первые полицейские машины прибывают в Кармел. Леггетт заводит Элеонору в отдалённое и уединённое тёмное место под американскими горками, говоря, что в детстве встречался здесь с девушками, и просит прислать сюда Фрэнка, после чего он заплатит ей тысячу долларов. Элеонора соглашается и уходит. Тем временем Фрэнк, увидев прибывшую полицию, решает бежать из парка. Старик, работавший вместе с Фрэнком, даёт ему ключи от своей машины, и Фрэнк отправляется на парковку. Элеонора бежит за ним и вскоре они сталкиваются около аттракционов. Укрывшись под прогулочной дорожкой, они нежно беседуют и решают преодолеть все проблемы вместе. Ради денег на переезд в другой город, Фрэнк соглашается дать интервью Леггетту и отправляется на встречу с ним. Перед расставанием они целуются, после чего Элеонора направляется на автостоянку, а Фрэнк — к репортёру. Тем временем прибывший Фэррис руководит поимкой Фрэнка в парке развлечений. Из китайского ресторана ему звонит управляющий, сообщая, что у погибшей девушки пропал рисунок Фрэнка, на котором был изображён газетчик, заходивший сегодня в ресторан. Не дождавшись Фрэнка, который прячется от полиции, Леггетт идёт на встречу Элеоноре, а затем, видя приближающихся со всех сторон полицейских, уводит Элеонору на аттракцион «американские горки». Они садятся в вагонетку и совершают один круг, во время которого Леггетт замечает, что Фрэнк всё-таки добрался до условленного места. Репортёр выходит из вагонетки, отправляя Элеонору ещё на один круг, якобы для того, чтобы Фэррис или гангстеры не заметили бы её и не выследили бы таким образом Фрэнка. Перед отправлением состава Леггетт говорит Элеоноре, что раз они пытались застрелить Фрэнка раз, то попробуют сделать это снова. Уже отправившись на маршрут, Элеонора вдруг вспомнив слова Фэрриса о том, что в Фрэнка стреляли, известно только ей, Фэррису и самому киллеру, понимает, что киллером является Леггетт. Она пытается докричаться до Фрэнка, чтобы тот немедленно уходил, но из-за шума он ничего не слышит. Леггетт подходит к Фрэнку, который сразу его узнаёт. Леггетт бросается на художника и душит его, рассчитывая, что в процессе борьбы тот умрёт от сердечного приступа. Аттракцион останавливается, и Элеонора бежит к мужу, по дороге услышав выстрел. Подбежав, она видит плавающее внизу тело человека. Появившийся из тени Фэррис говорит, что это Леггетт, которого он должен был убить, а муж её жив. Элеонора подбегает к Фрэнку, и они обнимаются.

## В ролях
- Энн Шеридан — Элеонора Джонсон
- Деннис О'Киф — Дэниэл «Дэнни-бой» Леггетт
- Роберт Кит — инспектор Мартин Фэррис
- Росс Эллиотт — Фрэнк Джонсон
- Фрэнк Дженкс — детектив Гомер Шоу
- Джон Куолен — мистер Мейбус
- Стивен Герей — доктор Артур Холер

## Создатели фильма и исполнители главных ролей
Кинокритик Дэвид Дж. Хоган пишет, что режиссёр Норман Фостер начинал как актёр в театре Орсона Уэллса Mercury, а в 1936—1939 годах овладел профессией режиссёра, поставив три криминальные комедии из серии про Чарли Чена и шесть — про мистера Мото. Брюс Эдер считает, что «Фостер более всего запомнился как режиссёр серии детективных фильмов про мистера Мото конца 1930-х годов». Эксмейкер отмечает: «Получив крепкую кинематографическую подготовку в 1930-е годы, Фостер научился выжимать максимум из малого бюджета и достигать результата со скромными фильмами категории В». В начале 1940-х годов «Орсон Уэллс нанял его в качестве своего ассистента для работы над неудавшимся фильмом „Это всё правда“ и выдвинул его в режиссёры экзотического шпионского триллера „Путешествие в страх“, единственного фильма в актёрами Mercury, который не был поставлен самим Уэллсом». При постановке этого фильма Фостер, по словам Эдера, «должен был просто правильно выполнить подробные инструкции Уэллса». Среди других фильмов Фостера наиболее удачными были нуаровая мелодрама «Поцелуями сотри кровь с моих рук» (1948), вестерн «Рейчел и незнакомец» (1948) и семейный вестерн «Дэви Крокетт, король диких земель» (1955) для студии Диснея.
Эксмейкер напоминает, что в своё время «студийные рекламщики дали Энн Шеридан прозвище „сексуальная девушка“, чтобы продвигать её как голливудскую секс-бомбу (сама актриса это прозвище не выносила). Тем не менее, она стала более известна поклонникам классического кино как талантливая драматическая актриса, умело справлявшаяся как с комедийными, так и с жёсткими и суровыми ролями». В частности, в жанре фильм нуар она сыграла в таких картинах, как «Чёрный легион» (1937), «Сан-Квентин» (1937), «Ангелы с грязными лицами» (1938), «Они сделали меня преступником» (1939), «Они едут по ночам» (1940), «Кингс роу» (1942), «Нора Прентисс» (1947) и «Неверная» (1947). Как отмечает Хоган, незадолго перед съёмками этого фильма «у Шеридан завершился контракт с её многолетним работодателем Warner Bros., и теперь она, как и многие другие признанные звёзды, работала как фрилансер. Она обладала великолепной красотой и выдала много сильных, сексуально привлекательных ролей на протяжении своей чрезвычайно успешной карьеры, но редко когда у неё была столь многослойная роль, как в этом фильме».
Свои самые заметные роли Деннис О’Киф сыграл в комедиях «Восстань, моя любовь» (1940), «Интриги Сьюзен» (1945), «Миллионы Брюстера» (1945), в фильме ужасов «Человек-леопард» (1943), а также в фильмах нуар «Агенты казначейства» (1947), «Грязная сделка» (1948), «Идти преступным путём» (1948) и «Брошенная» (1950).

## Судьба фильма
Фильм был произведён на небольшие средства независимой продюсерской компанией «Fidelity Pictures Corporation» Говарда Уэлча и взят в прокат студией «Юнивёрсал-Интернэшнл». После истечения прав на картину, ни одна из компаний ни проявила интереса к их продлению. В итоге права попали в общественное достояние, и картина «стала чем-то вроде сироты».
В 2003 году историк кино Эдди Мюллер разыскал копию фильма в хранилище студии «Юнивёрсал», и в том же году представил её на первом кинофестивале «Нуаровый город» в Сан-Франциско. Мюллер назвал картину «откровением — отчасти потому, что она предлагала путешествие по городу во всём его блеске середины 20 века, и отчасти потому, что захватывающим был сам момент нахождения чего-то совершенно неизвестного, которое при этом настолько хорошо». Мюллер собирался произвести полное восстановление картины, однако единственная известная сохранившаяся копия на 35-мм плёнке погибла в пожаре на территории «Юнивёрсал пикчерс». Десятилетие спустя Мюллер случайно обнаружил копию фильма в Британском институте кино и немедленно отправил её на реставрацию в киноархив Калифорнийского университета в Лос-Анджелесе. Премьера отреставрированной версии фильма состоялась на 13-м фестивале «Нуаровый город» в Сан-Франциско в 2015 году.

## Оценка фильма критикой

### Общая оценка фильма
Сразу после выхода фильма в ноябре 1950 года кинокритик Босли Кроутер дал ему высокую оценку, назвав «мелодрамой отличных, даже впечатляющих параметров». Критик пишет, что «работая на явно скромном бюджете, независимые продюсеры фильма вряд ли смогли бы добиться лучшей погони в этой истории о поиске полицией и женой пропавшего беглеца, который стал свидетелем гангстерского убийства». Далее Кроутер отмечает, что «благодаря сочетанию искренности психологических характеристик, убедительности актёрских реплик и саспенса с документальными свойствами живописного путешествия по улицам Сан-Франциско, фильм поднимается на несколько уровней выше обычных картин из разряда „копы-трупы“». Хотя, подытоживает Кроутер, «фильм и не получит призов, тем не менее как криминальный фильм он доставит удовольствие».
Современные критики также высоко оценивают фильм. Хоган выразил сожаление, что он «мало известен и редко обсуждается», так как «это нуаровый хит, очень удачный фильм, который имеет неожиданную глубину и моменты грубой, интуитивной мощи». Кини назвал его «небольшим нуаром, который достигает успеха благодаря умным сюжетным поворотам и отличной актёрской игре». Эдер в свою очередь заметил, что «этот фильм стал шедевром Фостера, стильным, порой забавным, постоянно таящим опасность и зачастую тревожным произведением, которое говорит о браке и несчастливой жизни не меньше, чем вызывает нервную дрожь и напряжение», а «моменты озорного, язвительного и сдержанного юмора, расслабляют напряжённость в стратегически важных точках, что делает общий саспенс ещё более сильным и мощным», добавив, что «в целом эта работа стала одной из лучших в карьере большинства тех, кто в ней участвовал».

### Художественные особенности фильма

#### Нуар и психологическая драма
Некоторые критики обратили внимание на то, что картина демонстрирует свою силу не только как фильм нуар, но и как психологическая драма супружеских отношений. В частности, Кроутер отметил, что «казалось бы, рутинная охота в этом фильме получает двойной характер, когда жена беглеца, поначалу не желавшая помогать полиции, поскольку её брак разваливался, начинает понимать, что у её мужа-художника больное сердце, и постепенно её разочарование по отношению к мужу проходит совсем. Её усилия, направленные на то, чтобы найти своего мужчину, избежав цепких детективов, ставит перед фильмом вторую цель». Эксмейкер отмечает, что этот фильм в жанре нуар, «известном своими хищническими отношениями, односторонними любовными романами и сексуальной страстью», в данном случае дополнен «историей заново открытой любви, которая в своё время упала до нуля из-за безразличия и обид».

#### Натурные съёмки в Сан-Франциско
Многие кинокритики обратили внимание на натурные съёмки в картине, которые стали одним из лучших кинопортретов Сан-Франциско 1950-х годов. Хоган отметил, что «большая часть фильма снята на натуре, без звука, в Сан-Франциско. Уличный шум и реплики героев (многие из которых произносятся спиной к камере) были записаны впоследствии в студии на стадии постпродакшна. Почти все уличные крупные планы персонажей вмонтированы в отдельно снятые кадры городской среды. Смотрится это хотя и не ужасно, однако по этим кадрам становится ясно, что это фильм категории В». Эдер также обращает внимание на то, что фильм "даёт нам одни из лучших натурных съёмок в Сан-Франциско до выхода «Головокружения» (1958) Хичкока и криминальных триллеров Дона Сигела «Линейка» (1958) и «Грязный Гарри» (1971).
Кини указывает, что «в фильме есть несколько потрясающих дневных съёмок холмистых улиц Сан-Франциско, а пара сцен, в том числе, кульминационное противостояние во время ночной поездки на американских горках даже заставит вас подпрыгнуть в кресле». Эксмейкер пишет: «Фостер отлично использует натурные съёмки, начиная от динамичной сцены убийства, которая открывает фильм, до впечатляющей подборки эпизодов с участием Шеридан и О’Кифа на фоне достопримечательностей Сан-Франциско». Обращая внимание на то, какое значение играет выбор места действия на атмосферу фильма, Эксмейкер пишет: «Кульминация приводит персонажей в прибрежный парк развлечений, любимое место действия фильмов нуар, чтобы показать персонажей, вырванных из своей привычной жизни и брошенных в хаос, смятение и отчуждённое безумие. Американские горки в особенности становятся чудесной метафорой паники, беспомощности и эмоционального смятения человека, оказавшегося на аттракционе».

### Оценка режиссёрской и операторской работы
По мнению Кроутера, за высокий уровень фильма «надо отдать должное Норману Фостеру, который был не только постановщиком, но и соавтором сценария вместе с Аланом Кемпбеллом. Не считая пары оплошностей ближе к кульминации, когда некоторые постановочные ходы тяготеют к чрезмерной театральности, в остальном работа Фостера — плотная и ясная, а актёры, вероятно, благодаря его руководству далеки от банальности». Помимо сильной режиссёрской работы Кроутер выделяет также искусный сценарий и актёрскую игру.
Эдер считает, что «Фостер и его актёры работают красиво и сбалансировано на протяжении всего фильма, предлагая сцены, украшенные иронией и едким юмором (во многом благодаря персонажу Шеридан), но при этом ни на минуту не забывая о том, что мы идём по следу человека, которому не только угрожает киллер, но который может просто умереть, если не прекратит своё бегство». Шварц полагает, что «этот великолепный напряжённый фильм» во многом удался благодаря режиссуре Фостера, а также «мрачным натурным съёмкам в Сан-Франциско» оператора Хэла Мора, «которые придают фильму зловещий вид». Значимость операторской работы отметил и Эксмейкер, написавший, что «применение съёмок с низкой точки и искажённые пропорции не только придают фильму драматическую силу, но также выступают средством демонстрации того, что для героини фильма мир вышел за грань равновесия».

### Оценка актёрской игры
Кроутер считает, что «среди актёров фильма первой является Энн Шеридан, которая излучает обаяние, создавая образ жены как по-настоящему растерянной, отчаявшейся и напуганной личности. Деннис О’Киф в роли репортёра-убийцы доводит данную себе характеристику — „немного отвратительный, но приятный“ — до совершенства. Роберт Кит убедителен в качестве работящего и раздражённого детектива, а Росс Эллиотт хорош в небольшой роли несчастного свидетеля, который оказался „не в том месте не в то время“».
Большинство современных критиков также чрезвычайно высоко оценивают актёрскую работу Шеридан. Так, Кини пишет, что «Шеридан отлично играет роль жёсткой, саркастичной главной героини, которой удаётся всегда быть на шаг впереди копов», а Шварц высказывает мнение, что «Шеридан выдаёт мастерскую игру в роли женщины, которая пытается помочь своему мужу и также выяснить, можно ли сохранить их пошатнувшийся брак, находясь под угрозой факторов, которые она не в состоянии проконтролировать». Эдер считает, что в этом фильме Шеридан исполняет, «вероятно, лучшую роль в своей карьере, роль ожесточившейся, разочарованной женщины, которая вдруг понимает, что по крайней мере половина её проблем находится в ней самой, и что она по-прежнему любит человека, который, как она думала, разрушил её жизнь». Эксмейкер отмечает, что «Шеридан выдаёт сардонические шутки с невозмутимой резкостью, но позднее смягчается, когда обнаруживает новые для себя глубины личности своего мужа в ходе своей одиссеи».
По словам Хогана, «Деннис О’Киф расточает свой ирландский шарм в своей яркой, но не исчерпывающе прописанной роли, Роберт Кит, которому достаются некоторые тонкие и занимательные реплики, отлично исполняет роль умного копа, но картина принадлежит Шеридан, которая напоминает нам, как и почему она стала звездой». Эксмейкер считает, что «это лучший фильм О’Кифа», далее указывая, что в 1940-е годы актёр «перешёл от исполнения главных ролей в легковесных фильмах к образу прожжённого крутого парня низкобюджетных криминальных фильмов. В этом фильме его персонаж — это газетчик с жилкой наёмного убийцы и остроумными фразами, которые как будто пришли из весёлых газетных шаржей начала 1930-х годов. Его упорный, умеющий уговаривать репортёр отвечает на остроумные замечания Шеридан собственными стремительными репликами с типично американской усмешкой». Эксмейкер выделяет качественную игру на втором плане группы характерных актёров, среди них Роберт Кит, который обычно специализируется на ролях представителей властей, который здесь играет знающего жизнь, многоопытного инспектора полиции, а также Джон Куолен, Дж. Фаррелл Макдональд, Стивен Герей и Виктор Сен Юнг.